# Sabine Pipeline
Sabine Pipeline — газопровід, що забезпечує транспортування природного газу між Техасом та Луїзіаною.
Починається в Техасі на західному березі річки Сабін та прямує на схід до з'єднання з системою Bridgeline, через яку має бідирекціональний доступ до відомого газового хабу Генрі. Останній станом на середину 2010-х років мав інтерконектори з п'ятьма потужними системами, які сполучають узбережжя Мексиканської затоки з регіоном Великих Озер та атлантичним узбережжям США (Natural Gas Pipeline Company of America, Transco, Trunkline Pipeline, Texas Gas Transmission, Columbia Gulf Transmission), та рядом газопроводів, які забезпечують маневрування ресурсами самого газопромислового регіону, зокрема, доступ до продукції зі сланцевих формацій Барнетт та Хейнсвіль (Gulf South Pipeline, Acadian Gas System).
Неподалік від Лейк-Чарльз в Луізіані Sabine Pipeline має інтерконектор трубопроводом Kinder Morgan Louisiana Pipeline, який обслуговує завод Сабін-Пасс. Останній став першим імпортним терміналом США, перетвореним внаслідок «сланцевої революції» на експортний завод із виробництва зрідженого природного газу.
Довжина Sabine Pipeline становить 150 миль, пропускна здатність — біля 2,4 млрд м3 на рік.